# 望月小太郎

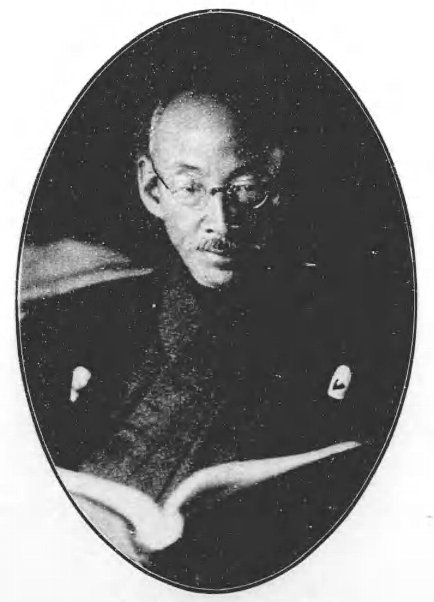
望月小太郎

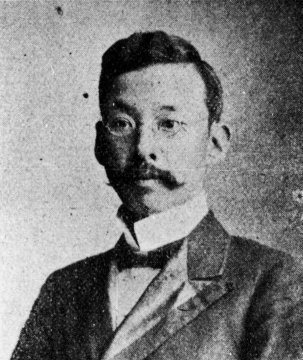
望月小太郎

望月 小太郎（もちづき こたろう、1866年1月1日〈慶応元年11月15日〉 - 1927年〈昭和2年〉5月19日）は、日本の政治家、弁護士、衆議院議員（7期）、ジャーナリスト。号は鶯渓。従五位旭日中綬章。

## 略歴

### 生い立ち
甲斐国巨摩郡身延村（山梨県南巨摩郡身延町身延元町）に生まれる。父は善右衛門で小太郎は三男、母はもん。生家は貧しく、身延学校（身延小学校）卒業後は朝から晩まで山や畑での仕事を行っていたが、1880年（明治13年）に父が死去し、地元名士の支援で明治15年に山梨県師範学校を卒業する。郷里で教職を務めていたが、実兄・新が加波山事件に連座して拘引されたため、腕の良い代言人を探すため、明治19年（1886年）に上京して細田小学校に勤務する。明治21年6月1日に慶応義塾に入る。政治学を学び、大学部法律科を卒業。故郷の身延山久遠寺下の鶯谷に因んで鶯渓と号している。元老院議官・中井弘の推挙で、山県有朋の知遇を得て1890年（明治23年）英国留学に出発。キングス・カレッジ・ロンドンで学び、ミドル・テンプル法学院で法廷弁護士（バリスター）の資格を得て、1895年（明治28年）帰国。1896年（明治29年）、山県有朋特使に非公式に随行してロシア皇帝戴冠式に出席した。ソールズベリー英首相に陸奥宗光外相の紹介状をもって会いに行こうとするも、加藤高明駐英公使に止められ、別の手段でチェンバレン殖民相に会って内容を山県に報告した。翌年、松本君平と共に非公式に伊藤博文に随行し英国ヴィクトリア女王即位60周年式典に参列した。この頃から留学帰りの三大「ハイカラ」の一人として目立つ存在となり、その去就に注目が集まった。

### 政治の世界へ
小太郎は大隈重信の進歩党に入党していたが（進歩党は明治31年に板垣退助の自由党と合流し憲政党となる）、1898年（明治31年）8月の第6回衆議院議員総選挙では山梨県第三区から出馬し391票を獲得するが、このときは落選している（第6回総選挙において山梨県では憲政党候補が全勝し、一区では斎藤卯八、二区では河口善之助、三区では秋山元蔵が当選している）。その後、慶應義塾の先輩である尾崎行雄の勧めで憲政党から明治33年9月に結成された立憲政友会へ転身し、甲府で結成された山梨県支部設立に際しては設立委員として活動している。『山梨民報』を買収し機関紙とし、地元の日蓮宗関係者や煙草栽培業者の支持層を確立すると、1902年（明治35年）3月の第7回衆議院議員総選挙で当選し衆議院議員となる（通算当選7回）。小太郎は山梨県選出議員のなかで非名望家層出身の異色の政治家として活動し、当選後は尾崎とともに政友会を離れ、憲政党から立候補する。のちに憲政会総務。
大正初年には富士川水力発電事業が発案されるが明治40年の大水害を経た山梨県の富士川流域では反対運動が起こり、小太郎は事業の発起人となった田辺七六らと地域の説得にあたり事業の実現に尽力した。大正9年の第14回衆議院議員総選挙では非政友会派である山梨同志会派の河西豊太郎らと普通選挙実現を唱える。
大正10年（1921年）には中央で政友会が政権から外れ、これにより山梨県議会においても大正12年（1923年）の改選で政友派が過半数を割り、政友派は中立議員の抱き込みを図り同志会派と対立した。小太郎はこの一件において内相に意見書を提出している。日露戦争・第一次世界大戦後には普通選挙実現を求め県内各地で青年党が組織されるが、峡南でも1923年（大正12年）に小太郎の支持者らが中心となり峡南立憲青年党を結成する。

### 晩年
井上馨の最晩年の私設秘書を務め、大正3年の第2次大隈重信内閣樹立のために元老の間を往復し奔走する。1927年（昭和2年）には議員辞職した政友会の若尾璋八、藤田胸太郎の補欠選挙に際して郡内地方を遊説するが、その最中に倒れ、東京の自宅に戻り療養中に井戸水から腸チフスにかかり、5月19日、死去。身延山久遠寺竹之坊内にある墓所の記念碑には、若槻礼次郎の撰文、尾崎行雄の題字、身延山第83世法主望月日謙の揮毫が刻まれている。
自由通信社社長を務め、また、明治42年に英文通信社を設立している。新聞『日刊英文通信』、雑誌『日英実業雑誌』、『日本財政経済月報　The Japan financial and economic monthly』、『商工之天下』を発行した。国際情勢に関してかなりの情報を持ち、やみくもな対外強硬論では無く、独自の「国民主義」を鼓舞して「国権の拡張」につとめた。なお望月は精力的な外国訪問と親善の努力に取り組み、単なる対外硬論者と位置づけることはできないという議論もある。

## 人物像
これまで『原敬日記』の酷評が影響してか、元老をはじめとする政界有力者に取り入る小物として扱われることが多かった。原敬は、望月が元老に政友会の悪口を吹き込み、虚言を弄して欺いていると認識していた。また、外交や国際関係に詳しいため「憲政会の私設外務大臣」として議会では政友会内閣の外交姿勢を批判した。陸奥宗光や加藤高明などの外務省関係者から嫌われていた。なお末木孝典は、望月の生涯は議会政治の発展と国民外交の実現に自らの信念をかけた人生であったと評価している。望月は新たに出現した「外交通」議員兼ジャーナリストゆえに、世間からの誤解や政治家からの嫉妬、軽侮を招いたと考えられる。

## 家族・親族
妻
嘉代子（1878･3-？）
鹿島組代人新見七之丞の長女。東洋英和女学校卒業。米国留学経験があり、小太郎の代わりに英文通信を書くこともあった。同級生（寄宿舎で同室）に作家片山廣子（松村みね子）がいる。ともに佐佐木信綱門下。結婚後も軽井沢の別荘で近所だった。執筆記事に、「避暑地生活と自宅の避暑」『婦人くらぶ』第4巻、第7号、34-36頁。『読売新聞』1917年12月26日付「政治家の奥様（11）」や『家庭パック』第1巻、第5号、1912年9月には写真付きで紹介された。
子
義子（1916･8-1997･8･19）
歌人。『心の花』同人。佐佐木幸綱門下。著書『青き木漏日』、『六階の浮遊感』、『西瓜色の夕やけ』。幼い頃片山廣子が望月家の別荘に滞在したり、片山の別荘に義子もよく遊びに行ったりと往来があった。
甥
清矣（1881･8－？）
小太郎の兄・新の次男。英文通信社社長を小太郎から引き継ぐ。1927年、同級生早川徳次の依頼で地下鉄広告を扱うアングラ社を設立（後に春光社となり、現在に至る）。長州出身の修史家中原邦平の長女ミツ（1886･7－？）と結婚し、3男3女。
姪
軻母子（1884･5－？）
新の長女。「地下鉄の父」と呼ばれる早川徳次と結婚。早川は兄清矣の同級生。

## 主要編著書
- 『閑窓茶話：鶯渓生其知友に寄せたる書簡』1892年（明治25年）。（鶯渓生名義）
- 『鶯渓演説集』1898年（明治31年）。各種講演会の内容を収録したもの。
- 『世界に於ける明治天皇』1913年（大正2年）。
- 『独逸之現勢』1913年（大正2年）。
- 『軍備制限と日米関係』1921年（大正10年）。
- 『華府会議の真相』1922年（大正11年）。

## 主要翻訳書
- 『第十九世紀政海ノ泰斗グラッドストン公伝』（“1889年（明治22年）初版”. 2019年6月24日閲覧。、“1890年（明治23年）再版”. 2019年6月24日閲覧。）
- 『議会法』1890年（明治23年）。
- 『日米必戦論』1910年（明治44年）。